# ستيفن ميرشانت
ستيفن جيمس ميرشانت (بالإنجليزية: Stephen Merchant)‏ (من مواليد 24 نوفمبر 1974) هو كاتب ومخرج ومقدم إذاعي وكوميدي وممثل إنجليزي. كان مؤلفًا مشاركًا ومخرجًا مشاركًا –بالتعاون مع ريكي جيرفيز- في المسلسل الكوميدي التلفزيوني البريطاني ذا أوفيس (المكتب) (2003-2001)، وكاتب مشارك ونجم مشارك في كل من مسلسلَي إكستراز (2007-2005) والحياة قصيرة جدًا (2013-2011). مع كل من ريكي جيرفيز وكارل بيلكينغتون، استضاف ستيفن برنامج ريكي جيرفيز في كافة أشكاله ضمن الإذاعة، والبث الصوتي، والكتب الصوتية، والتلفزيون؛ فاز الإصدار الإذاعي من هذا البرنامج بجائزة سوني البرونزية. كما أدى صوت ويتلي في لعبة الفيديو بورتال 2  لعام 2011.
شارك ميرشانت في تطوير مسلسل السفر الكوميدي أحمق حول العالم على قناة سكاي 1 (2011-2010)، وشارك في إنشاء برنامج المسابقات الموسيقي ليب سينك باتل. أدى عروضًا كوميدية ارتجالية، ما قاده إلى كتابة مسلسل هيلو ليديز (مرحبًا أيتها السيدات) لقناة إتش بي أو وأخذ دور البطولة فيه، وكان المسلسل مبنيًا على المواد الكوميدية من عروضه. أدى دور البطولة في أول مسرحية له وهي مسرحية الوسطاء الروحيون لريتشارد بين، على مسرح وايندهام بلندن في صيف عام 2015. وقد قادته مساعيه المختلفة إلى الفوز بجائزتي غولدن غلوب، وثلاث جوائز بافتا تي في، وجائزة إيمي لأوقات الذروة، وأربع جوائز كوميديا بريطانية. كما أدى دور شخصية كاليبان المسخ في فيلم الأبطال الخارقين لوغان عام 2017.

## الخلفية
ولد ميرشانت في عام 1974 في هانهام، بريستول، والدته هي ممرضة الحضانة جين إيلاين (واسم عائلتها قبل الزواج هيبس)، ووالده هو السباك/ البنّاء رونالد جون ميرشانت. التحق بمدرسة هانهام الثانوية ثم بجامعة وارويك في كوفنتري من عام 1993 إلى عام 1996، حيث حصل على شهادة البكالوريوس في السينما والأدب. كان ميرشانت مُراجع أفلام سابق في محطة إذاعة الطلاب «راديو وارويك»، وهناك بدأ مسيرته الإذاعية.
ضمت فرقة ميرشانت في الجامعة الناقد السينمائي جيمس كينغ، ودان وارين، ونيل ماسكيل، وجيراينت الويلزي. اكتُشف عدد من أشرطة برنامج ستيف وهو برنامج ميرشانت الذي عُرض أثناء ارتياده الجامعة وأصبحت متوافرة عبر مواقع معجبي ميرشانت المختلفة.

## مساره المهني

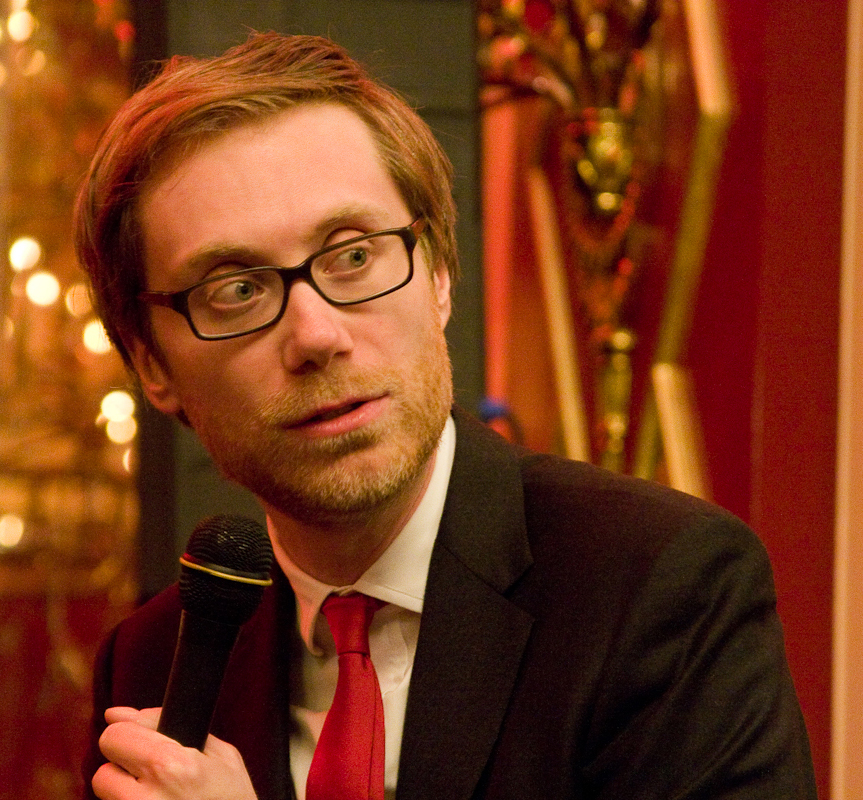
ستيفن ميرشانت في حدث جمعية اتحاد هدسون في يناير 2011.

### ما قبل عام 2001
بدأ ميرشانت مسيرته المهنية في أداء عروض الكوميديا الارتجالية في نادي كوميدي بوكس في بريستول، ويستذكر ذلك بقوله: «في الأسبوع الأول أديت العرض بشكل جيد للغاية. في الأسبوع الثاني متُّ ساقطًا على مؤخرتي. أدركت حينها أن الكوميديا الارتجالية لم تكن بتلك السهولة». كما شارك كمتسابق في حلقة من برنامج الألعاب التلفزيوني بلوك باسترز عام 1997، وعمل لفترة قصيرة كمنسق أغاني في محطة راديو كارولاين الإذاعية.
التقى ميرشانت بريكي جيرفيه لأول مرة في عام 1997، عندما عين جيرفيز (الذي كان يشغل منصب رئيس قسم الكلام في المحطة الإذاعية إكس إف إم في لندن) ميرشانت كمساعد له. قال جيرفيز في وقت لاحق إنه قد اتصل بميرشانت لإجراء مقابلة معه لأن سيرته الذاتية كانت أول سيرة تُسلّم إليه وقتها. استضاف ميرشانت وجيرفيز معًا عرضًا إذاعيًا بعد ظهر كل يوم سبت من يناير إلى أغسطس 1998 وانتهى العرض عندها لأنهما تركا محطة إكس إف إم بعد أن اشترتها شركة مجموعة راديو كابيتال. في العام نفسه، وصل ميرشانت إلى نهائيات جوائز ديلي تلغراف للعروض الكوميدية المفتوحة.

## وصلات خارجية
- الموقع الرسمي
- ستيفن ميرشانت على موقع IMDb (الإنجليزية)
- ستيفن ميرشانت على موقع ميتاكريتيك (الإنجليزية)
- ستيفن ميرشانت على موقع الموسوعة البريطانية (الإنجليزية)
- ستيفن ميرشانت على موقع روتن توميتوز (الإنجليزية)
- ستيفن ميرشانت على موقع ألو سيني (الفرنسية)
- ستيفن ميرشانت على موقع ميوزك برينز (الإنجليزية)
- ستيفن ميرشانت على موقع أول موفي (الإنجليزية)
- ستيفن ميرشانت على موقع قاعدة بيانات الأفلام السويدية (السويدية)
- ستيفن ميرشانت على موقع إن إن دي بي (الإنجليزية)
- ستيفن ميرشانت على موقع قاعدة بيانات الفيلم (الإنجليزية)
- Interviewed on BBC Radio Five Live
- Xfm: Biography
- Tall man, taller success story – interview in The Telegraph – 8 August 2005
- Interview with Barbara Ellen in ذا أوبزرفر Magazine – 5 November 2006
- An Englishman abroad
- Stephen Merchant interview
- Stephen Merchant interviewed by Sophie Elmhirst on نيوستيتسمان.